# بخش تیروپاتور
بخش تیروپاتور (به انگلیسی: Tirupattur district) یک منطقهٔ مسکونی در هند است که در تامیل‌نادو واقع شده‌است. بخش تیروپاتور ۱٬۷۹۷٫۹۲ کیلومتر مربع مساحت و ۱٬۱۱۱٬۸۱۲ نفر جمعیت دارد.